# أورجاث
أورغاث هي بلدية تقع في مقاطعة طليطلة، في قشتالة والمنشف، إسبانيا. بلغ عدد سكان البلدية 2,804 نسمة وفقاً لتعداد 2012، لكن هذا العدد انخفض منذ ذلك الحين.

## دفن الكونت أورغاث
ترتبط المدينة بلوحة إل غريكو الشهيرة «دفن الكونت أورغاث [الإنجليزية]»، على الرغم من أن اللوحة المعنية موجودة في طليطلة وليست في أورغاث. يصور دون جونثالو رويز [الإنجليزية]، وهو من مواليد طليطلة وسيد بلدية أورغاث.
بنى أمراء أورغاث قلعة البلدية في القرن الرابع عشر.

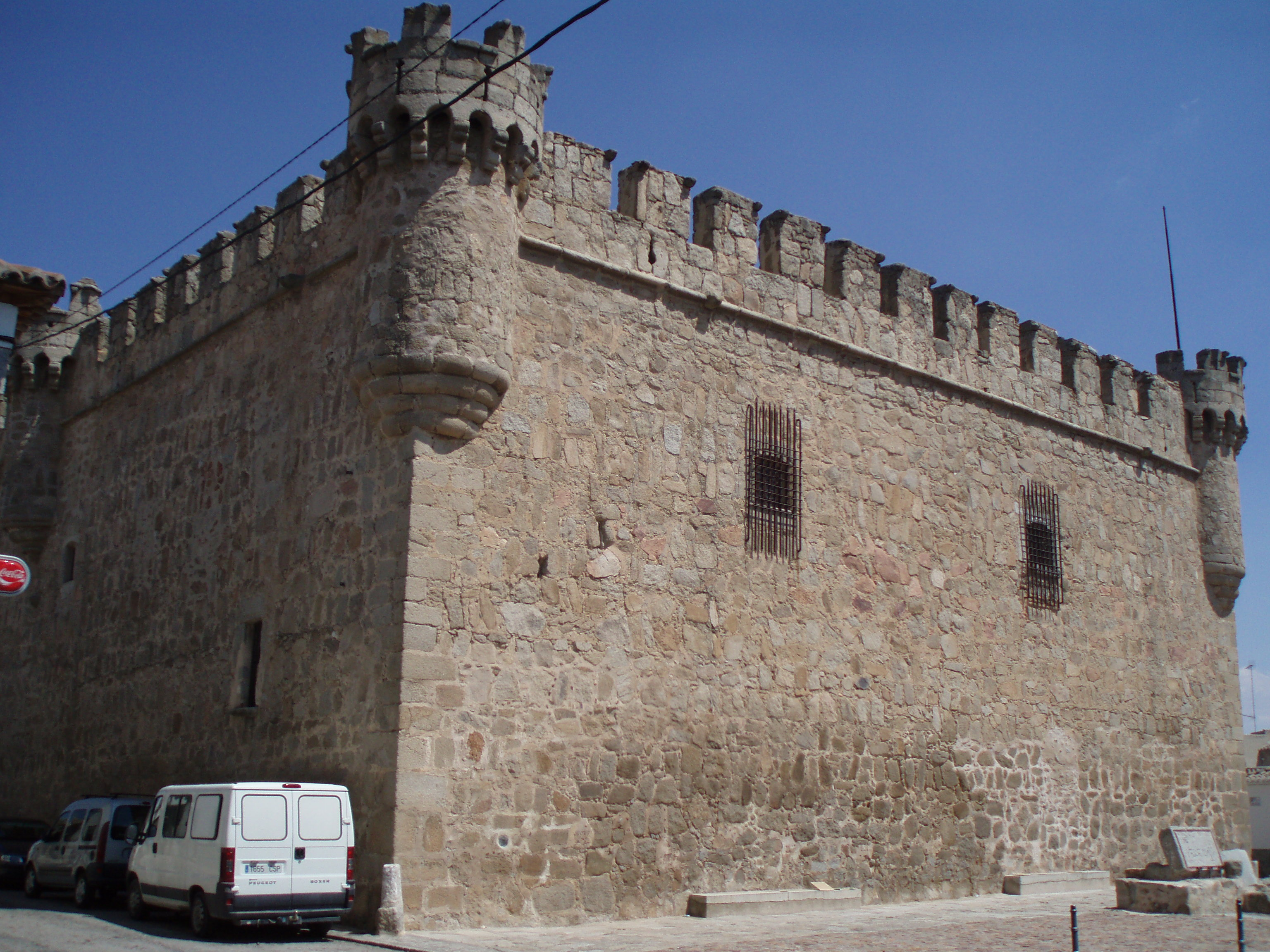
قلعة أورغاث (منظر خلفي)

## أريسغوتاس
أريسغوتاس هي قرية في البلدية تبعد حوالي 5 كم عن أورغاث. يبلغ عدد سكانها 30 نسمة حالياً، ولكنها كانت في الأصل بلدية بحد ذاتها؛ واندمجت مع أورجاث في القرن التاسع عشر.

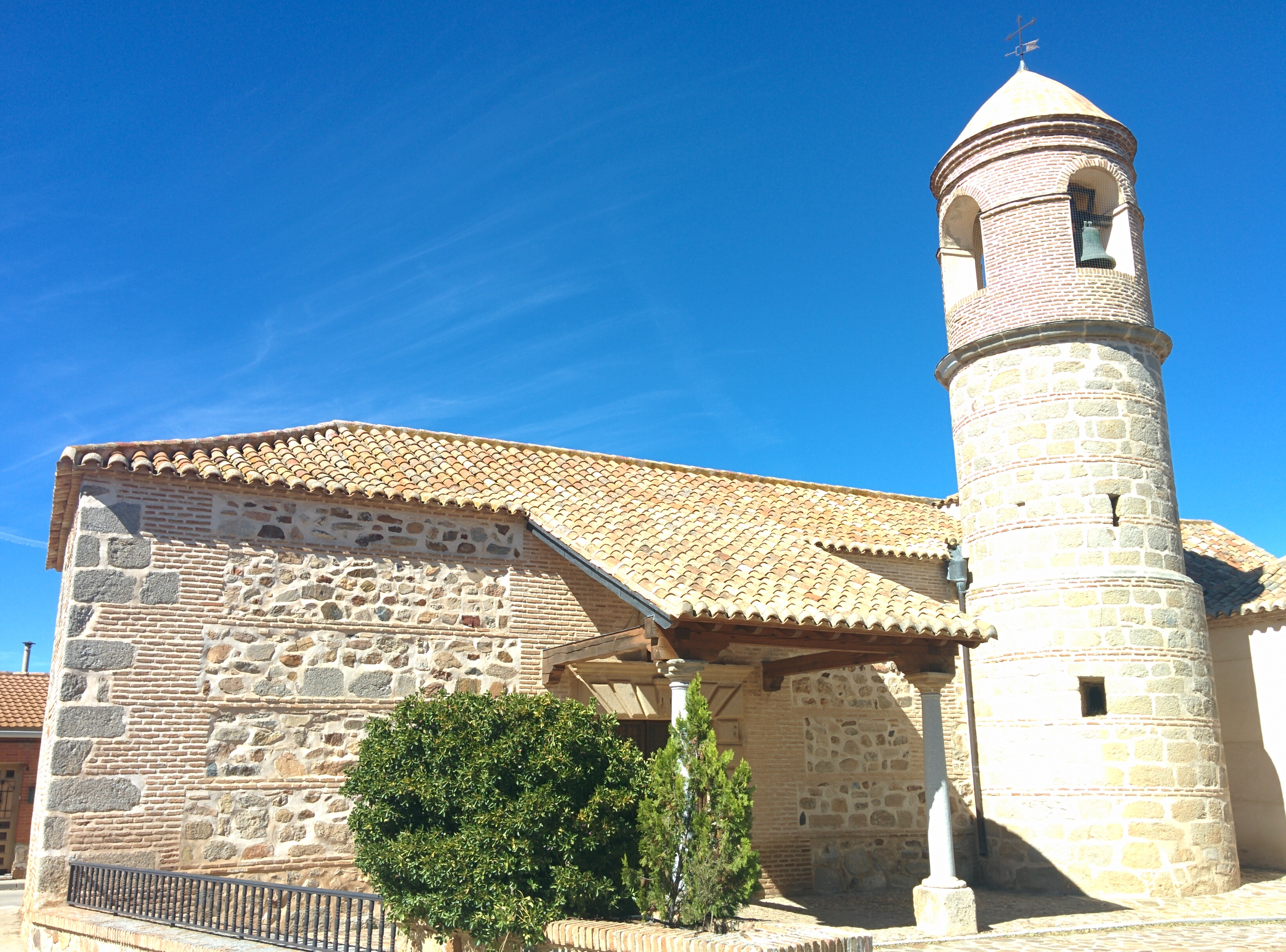
كنيسة نويسترا سينيورا دي لا أسونثيون في أريسغوتا

قد يشير الاسم إلى «القوط» ومن المعروف أن القوط الغربيين استقروا في المنطقة. بُني متحف للفن القوطي الغربي في القرية في القرن الحادي والعشرين. يتميز المتحف بقطع سبوليا من الموقع الأثري لوس هيتوس الذي كان يستخدمه القرويون المحليون كمحجر سابقاً.
حدد علماء الآثار العديد من المباني القوطية الغربية في لوس هيتوس، بما في ذلك بقايا كنيسة تحولت إلى مسجد خلال الفترة الإسلامية، والتي بدأت في القرن الثامن.. سقط الموقع في حالة خراب بعد غزو طليطلة من قبل ألفونسو السادس ملك ليون وقشتالة.

## وصلات خارجية
- الموقع الرسمي للبلدة (بالإسبانية)